# Gennaro Maldarelli
Gennaro Maldarelli (Napoli, 1795 ca. – Napoli, 20 maggio 1858) è stato un pittore italiano.

## Biografia
Fu allievo di Costanzo Angelini e fece parte di un gruppo di artisti accademici di influenza camucciniana che approfondirono i nuovi orientamenti dell'arte neoclassica, attraverso lo studio dei modelli antichi, osservati presso gallerie e musei.

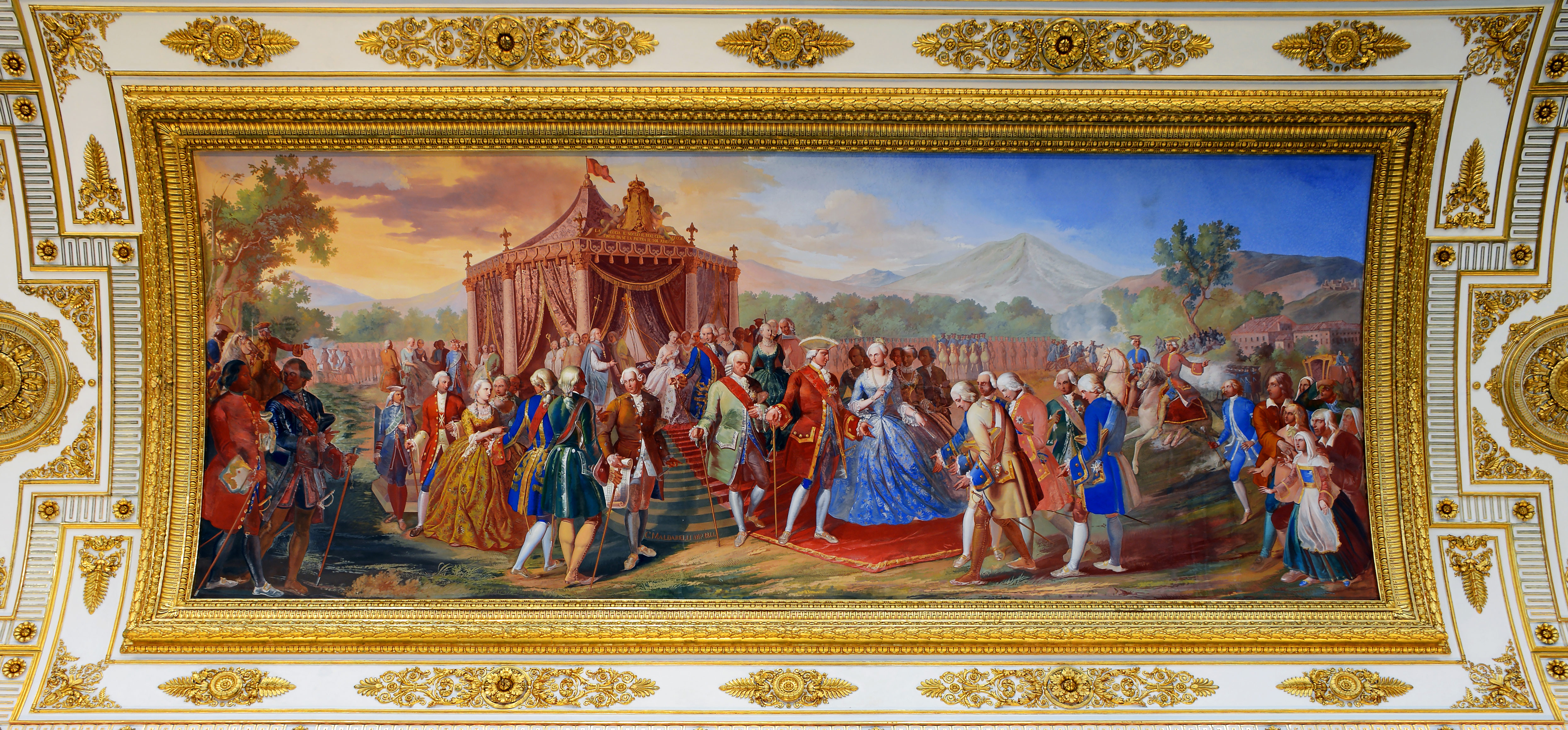
Cerimonia per la posa della prima pietra della Reggia di Caserta, 1844, Reggia di Caserta

Partecipò a varie esposizioni borboniche con una serie di ritratti e tele a temi religiosi e mitologici. Fu nominato "maestro dei principii del disegno di figura della Scuola Elementare di disegno per gli Artieri", nel marzo 1827, presso il Real Istituto di belle arti di Napoli, dove poi passò nel 1844 all'incarico di "professore onorario per la disciplina delle scuole con soldo"; guadagnò la sua notorietà lavorando al servizio dei Borbone, negli anni della seconda Restaurazione. 
Con l'incarico di calcografo, realizzò settanta disegni (incisi da G. P. Lasinio e commentati dall'architetto Bechi), per i primi quindici volumi a stampa dell'opera Real Museo Borbonico, in cui ritrasse soggetti ripresi dagli affreschi di Pompei e di Ercolano; per primo riportò su carta il celebre "mosaico di Alessandro" della Casa del Fauno, a Pompei.
Durante il VII Congresso degli scienziati italiani, il ministro Santangelo lo incaricò di decorare il salone del nuovo gabinetto zoologico di Napoli: con la tecnica antica dell'encausto rappresentò l'impegno della famiglia reale per le arti e e la cultura.
Formò suo figlio Federico,  pittore e scultore neoclassico, con cui collaborò fin dalla sua giovane età.

### Caratteristiche artistiche
Fu uno dei più eminenti esponenti dello neoclassicismo d'accademia nel Regno delle due Sicilie. Fu maestro in varie tecniche pittoriche, fra cui l'utilizzo della tempera, con la quale creava effetti musivi, chiaroscuri e bassorilievi.
Decorò numerose case nobiliari, chiese e le residenze reali di Napoli e Caserta, fra cui Villa Doria d'Angri a Posillipo, alcuni appartamenti del Palazzo reale di Napoli, il palazzo Ruffo della Scaletta, quello di Colonna di Stigliano e infine il Palazzo San Teodoro.

## Opere principali
1. Posa della prima pietra, affresco Reggia di Caserta
2. Telone Carlo di Borbone abdica in favore di Ferdinando, pendant della Battaglia di Velletri vdi Camillo Guerra
3. Annunciazione e Battesimo di Cristo, Chiesa di Mater Dei
4. Volta della Chiesa di San Carlo all'Arena
5. Angelo Custode, chiesa di Santa Maria delle Grazie a Toledo
6. San Francesco orante
7. Divin Pastore
8. Volta della Sala del trono della Reggia di Caserta
9. Decorazioni del Museo zoologico dell'Università
10. Ritratto del musicista Ferdinando Sebastiani, Conservatorio di San Pietro a Majella
11. Ultima Cena, chiesa Madre, già cattedrale di Santa Maria Assunta, a Mottola